# الرؤية (صحيفة كويتية)
صحيفة الرؤية هي صحيفة عربية يومية مقرها في الكويت تأسست عام 2008 وأغلقت في 2010 بسبب الضائقة المالية، كانت تقدم أخبار يومية حول السياسة وأبرز الأحداث في الكويت.